# Мол-Вэлли
Мол-Вэлли (англ. Mole Valley) — неметрополитенский район (англ. non-metropolitan district) в графстве Суррей (Англия). Административный центр — город Доркинг.

## География
Район расположен в центральной части графства Суррей, граничит на севере с лондонским боро Кингстон-апон-Темс, на юге — с графством Западный Суссекс.

## История
Район образован 1 апреля 1974 года в результате объединения городских районов (англ. Urban district) Доркинг, Летерхед и сельских районов (англ. Rural District) Доркинг и Хорли.

## Состав
В состав района входят 2 города:
- Доркинг
- Летерхед

и 13 общин (англ. civil parish).
- Абингер
- Бетчворт
- Брокхем
- Бакленд
- Кейпел
- Чарлвуд
- Хедли
- Холмвуд
- Ли
- Миклхем
- Ньюдигейт
- Окли
- Уоттон